# Neoepiscardia exarata
Neoepiscardia exarata är en fjärilsart som beskrevs av László Anthony Gozmány. Neoepiscardia exarata ingår i släktet Neoepiscardia och familjen äkta malar. Inga underarter finns listade i Catalogue of Life.